# Berliet PSB
Unter der Typenbezeichnung Berliet PSB wurden vom französischen Kraftfahrzeughersteller Berliet in Lyon ab 1933 Fahrgestelle insbesondere für Nutzfahrzeuge mit Tiefbettrahmen gebaut.

## Geschichte und Technik
Der Berliet PSB (S steht für surbaisse = tiefergelegt) war das Gegenstück zum Berliet PSA: Während der Berliet PSA üblicherweise einen Omnibus-Aufbau erhielt, war für den Berliet PSB ein Lkw-Aufbau vorgesehen.

### Berliet PSB
Der Berliet PSB war ein für etwa 3 bis 3,5 Tonnen Nutzlast ausgelegter Langhauber-Lkw. Es gab ihn in folgenden Motorvarianten:
| Typ   | Betriebserl. | Motor | Zyl. | Bohrg. | Hub | Hubr. | /min | CV    | PS    | Chassis | max. | Bem.,  |
|       | Mon./Jahr    | Typ   | Zahl | mm     | mm  | cm³   | max  | fisc. | reell | kg      | kg   | Quelle |
| ----- | ------------ | ----- | ---- | ------ | --- | ----- | ---- | ----- | ----- | ------- | ---- | ------ |
| PSB4  | 5.1933       | MDG   | 4    | 100    | 140 | 4398  | 1800 | 12    |       | 2500    | 6500 | [ 2 ]  |
| PSB6  | 10.1933      | MDF   | 4    | 110    | 150 | 5702  | 1800 | 15    |       | 2650    | 6700 | [ 3 ]  |
| PSB13 | 7.1933       | MKX19 | 4    | 90     | 130 | 3308  | 2200 | 13    |       | 2300    | 6100 | [ 4 ]  |

PSB4 und PSB6 hatten einen Diesel-, PSB13 einen Ottomotor.
Für den PSB6 wurden die Chassisnummern 126701–800 (also 100 Stück), für den PSB13 die Chassisnummern 125001–200 (also 200 Stück) reserviert. Wie viele dieser Chassisnummern an tatsächlich gebaute Fahrzeuge vergeben wurden, ist nicht überliefert.

### Berliet PSBC
Der Berliet PSBC war eine modernisierte Variante des PSB aus dem Jahr 1934. Er hatte -soweit überliefert- die gleichen Abmessungen wie der Berliet PSB. Es gab ihn in folgenden Motorvarianten:
| Typ    | Betriebserl. | Motor | Zyl. | Bohrg. | Hub | Hubr. | /min | CV    | PS    | Chassis | max. | Bem.,  |
|        | Mon./Jahr    | Typ   | Zahl | mm     | mm  | cm³   | max  | fisc. | reell | kg      | kg   | Quelle |
| ------ | ------------ | ----- | ---- | ------ | --- | ----- | ---- | ----- | ----- | ------- | ---- | ------ |
| PSBC6  | 2.1934       | MDFW  | 4    | 110    | 150 | 5702  | 1800 | 15    |       | 2850    | 7400 | [ 6 ]  |
| PSBC13 | 2.1934       | MKX   | 4    | 90     | 130 | 3308  | 2000 | 13    |       | 3000    | 7300 | [ 7 ]  |
| PSBC17 | 10.1934      | MFL   | 4    | 100    | 140 | 4398  | 2000 | 17    |       | 2480    | 7300 | [ 8 ]  |

PSBC6 hatte einen Diesel-, PSBC13 und PSBC17 hatten Ottomotoren.
Zu gebauten Stückzahlen ist nichts überliefert.

### Originalquellen
Eine Publikation, in der alle vor 1945 gebauten Berliet-Typen individuell abgehandelt wären, gibt es nicht. Neben der unten erwähnten Literatur wurde auf folgende in der Fondation Berliet verwahrte Originalunterlagen zurückgegriffen:
- "Fiches des Mines": Es handelt sich um die Unterlagen zur Erteilung einer allgemeinen Betriebserlaubnis, hierfür ist in Frankreich der "Inspecteur des mines" sachlich zuständig. Diese Unterlagen sind chronologisch geordnet und nummeriert. Nicht zu jedem Typ bzw. Variante gibt es entsprechende Unterlagen, teils, weil sie wohl als Untervarianten eines Typs verstanden wurden, für den eine gesonderte Erlaubnis nicht erforderlich war, teils wohl, weil diese Unterlagen im Laufe der letzten 100 Jahre verlorengegangen sind. Bei Militärtypen gibt es Hinweise, dass eine Betriebserlaubnis direkt durch militärische Dienststellen erfolgte, was entsprechende "fiches des mines" überflüssig machte. Die Quellenbezeichnung lautet: "Fiches No...."
- "Etat des véhicules utilitaires et autobus declares aux mines depuis 1920", eine 15-seitige Zusammenstellung vom 1. Dezember 1941, enthält insbesondere die reservierten Chassisnummernbänder, die jedoch vielfach nicht vollständig ausgeschöpft wurden, einige Typen bzw. Varianten werden nicht erwähnt, Quellenbezeichnung lautet: "Etat S..."
- "Nombre de véhicules construits de 1930 à 1942", siebenseitige Zusammenstellung der zwischen 1930 und 1942 gebauten Stückzahlen an Nutzfahrzeugen, erstellt wohl 1943, erste Seite teilweise irreparabel verderbt, teilweise werden mehrere Typen bzw. Varianten zusammengefasst, Quellenbezeichnung lautet: "Nombre S...."

### Sonstige Literatur
- Monique Chapelle: Berliet. 1. Auflage. EMCE, Saint-Chamond 2016, ISBN 978-2-35740-049-8.
- Christophe Puvilland: Berliet 1905–1978, toute la gamme omnibus, autocars, autobus et trolleybus. 1. Auflage. histoire&collections, Paris 2008, ISBN 978-2-35250-059-9.
- François Vauvillier: Tous les Berliet militaires 1914–1940, vol.1: les camions. histoire&collections, Paris 2019, ISBN 978-2-35250-496-2.